# Fredrik Löwegren
Fredrik Löwegren, Carl Fredrik Löwegren, född 18 september 1973, är en svensk orienterare. Han tävlar för IFK Göteborg.

## Meriter[3]
- Bästa placering på VM: 5 på klassisk distans 2001
- 1 JVM-guld och 2 JVM-brons
- 1 EM-silver och 1 EM-brons
- 3 nordiska mästerskapsbrons
- 1 JNOM-guld, 1 JNOM-silver
- 2 SM-guld, 8 SM-silver och 3 SM-brons
- 6 JSM-guld, 3 JSM-silver